# HK 32 Liptovský Mikuláš
A MHk 32 Liptovský Mikuláš egy szlovák jégkorongcsapat a szlovákiai Liptószentmiklóson. A csapat a szlovák Tipsport liga keleti konferenciájában játszik. A csapat beceneve a Liptáci.

## Története
A csapatot 1932-ben alapították.

### Korábban használt nevek
- 1932 – TJ Sokol Liptovský Mikuláš
- 1939 – HG Liptovský Mikuláš
- 1942 – ŠK Liptovský Mikuláš
- 1949 – Sokol Partizán Liptovský Mikuláš
- 1957 – Iskra Liptovský Mikuláš
- 1969 – ŠK Liptovský Mikuláš
- 1975 – Partizán Liptovský Mikuláš
- 1990 – HK 32 Liptovský Mikuláš
- 2008 – MHk 32 Liptovský Mikuláš

## Helyezések

### Csehszlovákia
1. slovenská národná hokejová liga – 29 szezon
- 1. hely: 1971/72, 1973/74, 1988/89
- 2. hely: 1969/70, 1970/71, 1972/73, 1992/93
- 3. hely: 1974/75
- 4. hely: 1964/65, 1966/67, 1989/90
- 5. hely: 1975/76
- 6. hely: 1965/66, 1968/69, 1990/91
- 7. hely: 1967/68, 1982/83, 1984/85
- 8. hely: 1963/64, 1976/77, 1983/84, 1991/92
- 9. hely: 1978/79
- 10. hely: 1977/78, 1979/80, 1985/86, 1987/88
- 11. hely: 1980/81, 1986/87

2. slovenská národná hokejová liga – 1 szezon
- 1. hely: 1981/82

### Szlovákia
Szlovák Extraliga – 25 szezon
- 5. hely: 1994/95, 2008/09
- 6. hely: 1996/97, 1998/99, 1999/00
- 7. hely: 1995/96, 2000/01, 2001/02, 2003/04
- 8. hely: 2004/05
- 9. hely: 1993/94, 2002/03, 2005/06, 2006/07, 2017/18
- 10. hely: 1997/98, 2016/2017, 2023/24
- 11. hely: 2007/08, 2018/19, 2022/23
- 12. hely: 2009/10, 2020/21, 2021/22
- 13. hely: 2019/20

1. hokejová liga – 6 szezon
- 2. hely: 2010/11
- 3. hely: 2015/16
- 4. hely: 2013/14, 2014/15
- 5. hely: 2011/12
- 7. hely: 2012/13

## Statisztikák
| Főszezon | Főszezon | Főszezon | Főszezon | Főszezon | Főszezon | Főszezon | Főszezon | Főszezon | Rájátszás                        | Rájátszás                   | Rájátszás                   | Rájátszás                   | Rájátszás                   |
| Szezon   | LM       | GY       | GY. H.   | V. H.    | V        | G        | P        | Helyezés | Nyolcaddöntő                     | Negyeddöntő                 | Elődöntő                    | Döntő                       | Vladimír Dzurilla-kupa      |
| -------- | -------- | -------- | -------- | -------- | -------- | -------- | -------- | -------- | -------------------------------- | --------------------------- | --------------------------- | --------------------------- | --------------------------- |
| 2022–23  | 50       | 16       | 3        | 7        | 24       | 124-149  | 62       | 11.      | -                                | -                           | -                           | -                           | -                           |
| 2023–24  | 50       | 18       | 3        | 4        | 25       | 136-161  | 64       | 10.      | Vereség a HKM Zvolen ellen (2-3) | -                           | -                           | -                           | -                           |
| 2024–25  | 54       | 14       | 5        | 7        | 28       | 140:173  | 59       | 11.      | Nem jutott be a rájátszásba      | Nem jutott be a rájátszásba | Nem jutott be a rájátszásba | Nem jutott be a rájátszásba | Nem jutott be a rájátszásba |

## Játékoskeret

### Vezetőedzők
- 2012/2013 - Dušan Halahija és Juraj Kledrowetz
- 2013/2014 - Milan Hovorka, Jerguš Bača, Peter Lepiš szezon közben Marián Horváth és Juraj Kledrowetz
- 2014/2015 - Marián Horváth, Ivan Droppa, Peter Lepiš
- 2015/2016 - Róbert Spišák és Ivan Droppa
- 2016/2017 - Róbert Spišák és Ján Cibuľa
- Ján Šimko (2022-2023)[2]
- Faith Juraj (2023-2024)[3]
- Pēteris Skudra (2024-napjainkig)[1]

## Nézettség
| Szezon  | Átlagos nézőszám | Helyezés a ligában |
| ------- | ---------------- | ------------------ |
| 2022–23 | 1006             | 12.                |
| 2023–24 | 1124             | 12.                |
| 2024–25 | 962              | 12.                |

## Jégcsarnok

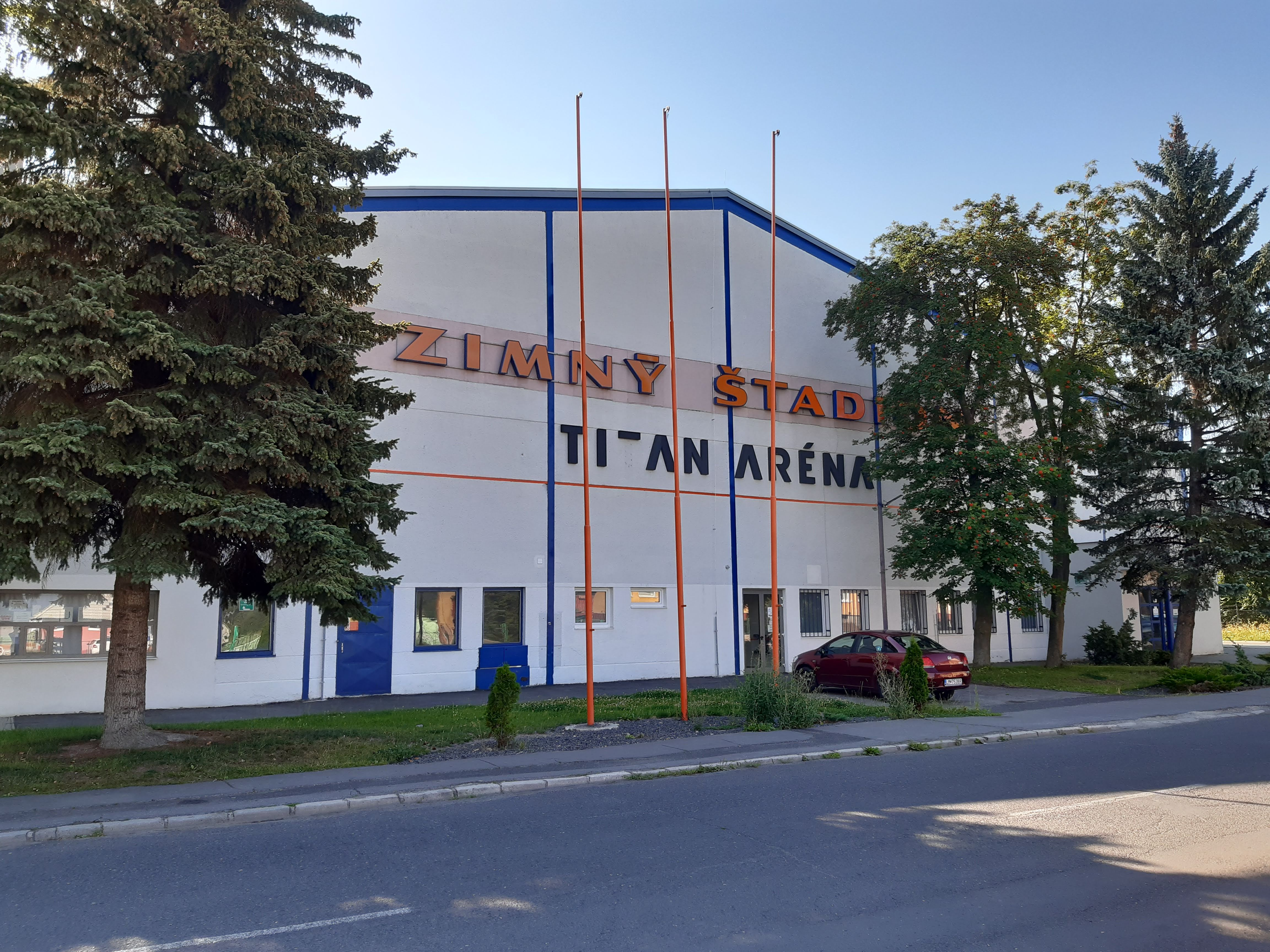
A liptószentmiklósi TITAN Aréna

A csapat jelenleg használt jégcsarnoka a TITAN Aréna, ami 3 680 fő befogadására alkalmas. A jégpályát 1949-ben adták át, ami 1967-ben lett fedett csarnok.